# 황구지천
황구지천(黃口池川)은 경기도 의왕시 오봉산에서 발원하여 평택시 서탄면에서 진위천으로 합류하는 국가하천이다. 의왕의 왕송저수지를 거쳐 수원시의 권선구 당수동 · 금곡동 · 장지동 · 대황교동을 거쳐 화성시 진안동 · 정남면 · 양감면으로 이어진다. 이후 평택시에서 진위천과 합류하는데 오산천 · 호매실천 · 서호천 · 수원천 · 원천천 등 수원의 여러 소하천을 받아들이면서 남쪽으로 흘러간다.

## 발원지
황구지천의 본류는 경기도 의왕시 오봉산에서 발원한다. 그러나 여러 지천이 합쳐진다는 이유에서 군포시 삼성산(456m), 수원시 광교산, 그 밖에 칠보산 · 석성산 · 청명산도 포함되기도 한다. 그러므로 명칭도 지역에 따라 다르게 부르고 있다.

## 황구지천의 유래
상류의 의왕시 초평동의 왕송호부터 지방하천이 시작한다. 수원시 권선구를 관통하며 일월저수지의 일월천, 금곡동, 호매실동의 금곡천, 호매실천이 합류하며, 서호를 거쳐서 오는 서호천, 수원시 권선구 대황교동에서 수원천과 원천리천(원천저수지에서 흐르는 하천)이 합류하는데 원천리천 합류지점부터 국가하천으로 바뀐다.
상류가 수원시라는 큰 도시를 관통하여 폐수가 유입된다. 화성시 황교동의 수원시 하수처리장에서 폐수가 처리된다. 그 앞에서 반정천이 합류한다. 오산시 양산동 양산교에서는 삼미천이 합류하며 보통리저수리, 서랑저수지에서 흐르는 소하천이 합류하며 갈천이 합류한다. 평택시에 들어서면서 황구지리에서 진위천으로 합류한다.
황구지천의 이름이 평택시 황구지리에서 유래한 듯하다. 황구지천의 하구가 황구지리기 때문이다. 다른 설에 의하면 누런 곶이라는 말이 변하면서 황구지라는 이름이 붙었다고 한다. 『신증동국여지승람』에는 '대천(大川)'으로 소개된다.
옛 명칭으로 유천(柳川)이라고 불렀다는 주장도 있다. 『팔도지도』에 표시된 '유천'이 지금의 황구지천을 표현한 것으로 보인다. 『수원지명총람』에 '황구지'라는 이름의 유래를 다음과 같이 추정하고 있다. 원래 '항곶천(亢串川)'으로도 불리었는데, 항곶천은 바다와 만나던 곳의 옛 지명 항곶진(亢串津, 현재 평택시 서탄면 황구지리)에서 비롯되었다. 따라서 이 항곶천이 변하여 황구지천으로 된 것으로 추정하고 있다.

## 같이 보기
- 오산천
- 안성천

## 참고 문헌
- 「물류혁명과 국토개조전략」, 주명건 저, 세종연구원수원(1996년)